# Belfast (film)
Belfast är en brittisk dramafilm från 2021 i regi av Kenneth Branagh.

## Utmärkelser
Filmen vann Alexander Korda Award for Best British Film 2022.

## Rollista i urval
- Jude Hill - Buddy
- Lewis McAskie - Will
- Caitríona Balfe - Ma
- Jamie Dornan - Pa
- Judi Dench - Granny
- Ciarán Hinds - Pop
- Colin Morgan - Billy Clanton
- Lara McDonnell - Moira
- Michael Maloney - Frankie West
- John Sessions - Joseph Tomelty